# Josef von Lehnert
Josef von Lehnert (německy Joseph Ritter von Lehnert; 2. ledna 1841 Milán – 29. února 1896 Vídeň) byl rakousko-uherský admirál. U c. k. námořnictva sloužil od roku 1858 a jako nižší důstojník se vyznamenal v několika válkách. V letech 1874–1876 absolvoval cestu kolem světa a své poznatky později s úspěchem publikoval. Kromě služby na dalších lodích působil dlouhodobě v námořní administraci a nakonec v letech 1890–1896 zastával post přednosty prezidiální kanceláře na ministerstvu války ve Vídni. V roce 1879 byl povýšen do šlechtického stavu a těsně před úmrtím byl jako velitel námořní divize povýšen do hodnosti kontradmirála. (1895).

## Životopis

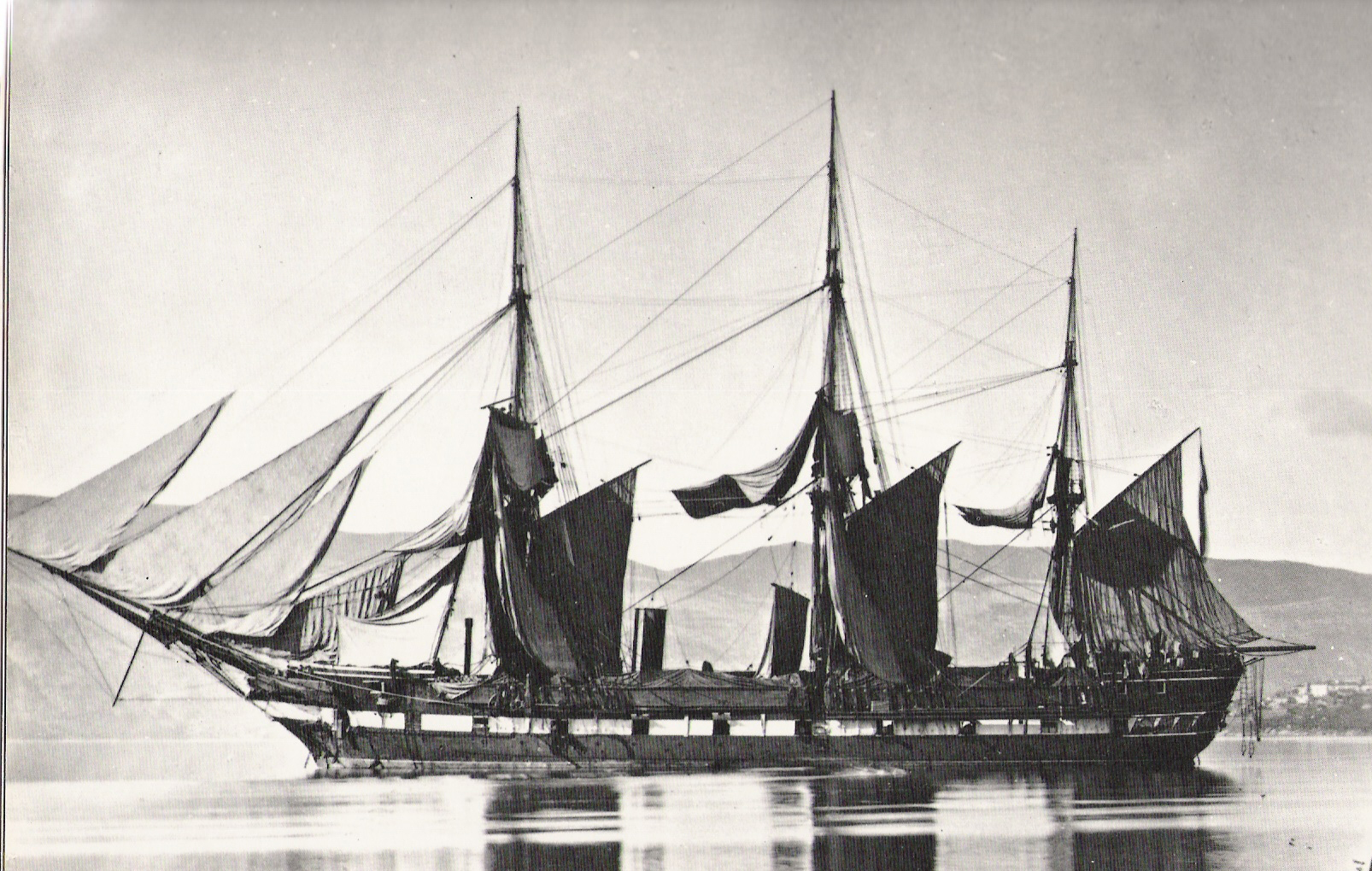
Korveta SMS Erzherzog Friedrich, na níž se Josef Lehnert zúčastnil cesty kolem světa (1874–1876)

Byl synem c. k. majora Vinzenze Lehnerta (1804–1884), velitele ve Veroně. Studoval na kadetní vojenské škole v Hainburgu a od roku 1855 na C. k. námořní akademii v Terstu. V letech 1858–1859 na korvetě SMS Erzherzog Friedrich cestoval do Maroka a v roce 1859 se na palubě lodi SMS Radetzky zúčastnil války se Sardinií. V roce 1861 získal hodnost praporčíka a na fregatě SMS Schwarzenberg se v roce 1864 zúčastnil dánsko-německé války v Severním moři. Během války s Itálií se v roce 1866 vyznamenal v bitvě u Visu na dělovém člunu SMS Reka. Postupoval v hodnostech (poručík II. třídy 1868, poručík I. třídy 1871) a kromě služby na různých lodích vykonával povinnosti také u námořních základen v Pule a Terstu. 

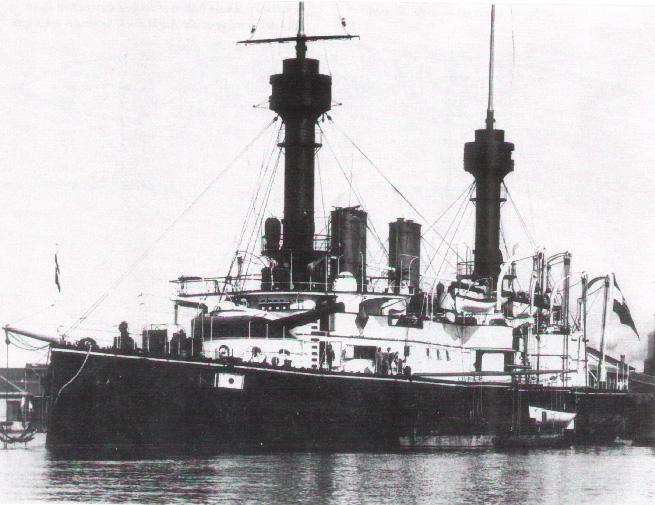
Křižník SMS Kaiserin und Königin Maria Theresia, vlajková loď Josefa Lehnerta v roce 1895

V letech 1874–1876 se jako dělostřelecký důstojník na korvetě SMS Erzherzog Friedrich zúčastnil dvouleté cesty kolem světa. Cílem této expedice bylo navázání obchodních vztahů s Japonskem a Siamským královstvím, ale také astronomické pozorování přechodu Venuše mezi Zemí a Sluncem. Z domovského přístavu v Pule se výprava vydala přes nově vybudovaný Suezský průplav kolem břehů Indie a Číny. V Tokiu byla posádka lodi přijata k audienci císařem císařem Mucihitem. Z východní Asie pokračovala cesta přes Tichý oceán k břehům severní Ameriky se zastávkou v San Franciscu. Během další cesty kolem jižní Ameriky následovala další zastávka ve Valparaísu, přes Atlantský oceán s přistáním na Azorech a Alžíru se výprava vrátila v červnu 1876 do Puly.
Po návratu z cesty kolem světa sloužil u jednotek námořní pěchoty v Pule, byl prvním důstojníkem na fregatě SMS Laudon (1880–1881) a jeden rok strávil také u říční plavby na Dunaji v Budapešti. V letech 1882–1885 byl přidělen k prezidiální kanceláři námořní sekce na ministerstvu války a k datu 1. listopadu 1883 byl povýšen na korvetního kapitána. Po návratu k službě na moři byl na parníku SMS Greif šéfem štábu eskadry (1885–1887) a poté velel několika obrněným lodím (SMS Kaiser Max, SMS Zrínyi). Mezitím získal hodnost fregatního kapitána (1. května 1885).
V letech 1890–1896 byl přednostou prezidiální kanceláře námořní sekce na ministerstvu války ve Vídni, ještě předtím byl povýšen na kapitána řadové lodi (1. května 1889). Na jaře a v létě 1894 byl velitelem obrněné lodí SMS Kronprinzessin Erzherzogin Stephanie, kromě toho se několikrát plavil na admirálských jachtáth SMS Pelikan a SMS Greif. V červenci 1895 byl jmenován velitelem křižníkové divize na vlajkové lodi SMS Kaiserin und Königin Maria Theresia a k datu 1. listopadu 1895 obdržel hodnost kontradmirála. V té době byl však již vážně nemocen a zemřel o několik měsíců později 29. února 1896 ve věku 55 let. Formálně až do své smrti vykonával také kompetence přednosty prezidiální kanceláře námořní sekce na ministerstvu války. Pohřben byl na vídeňském Centrálním hřbitově. 
Uplatnil se jako spisovatel, v roce 1878 vydal své zpracování cesty kolem světa, za které v roce 1879 obdržel Zlatou medaili pro umění a vědu. Později byl autorem jedné části rozsáhlého díla o dějinách c. k. námořnictva a menšími statěmi přispíval i do odborných periodik. V roce 1885 byl přijat za člena C. k. zeměpisné společnosti ve Vídni a v roce 1895 se stal jejím viceprezidentem. 

## Tituly a ocenění
V roce 1879 byl povýšen do šlechtického stavu s titulem rytíř (Ritter von Lehnert). Během služby u námořnictva získal řadu vyznamenání v Rakousku-Uhersku i v zahraničí.

### Rakousko-Uhersko
- Válečná pamětní medaile (1864)
- Vojenský záslužný kříž s válečnou dekorací (1866)
- Řád železné koruny III. třídy (1873)
- Válečná medaile (1873)
- Služební odznak pro důstojníky III. třídy (1881)
- Vojenská záslužná medaile (1890)
- rytířský kříž Leopoldova řádu (1895)

### Zahraničí
- Řád slávy II. třídy (1871, Tunisko)
- komandérský kříž Danebrožského řádu (1884, Dánsko)
- Námořní záslužný kříž II. třídy (1889, Španělsko)
- komandérský kříž Řádu Spasitele (1889, Řecko)
- Řád Osmanie II. třídy (1892, Osmanská říše)
- komturský kříž Vévodského sasko-ernestinského domácího řádu (1894, Sasko)

## Dílo
- Um die Erde: Reiseskizzen von der Erdumseglung mit S. M. Corvette Erzherzog Friedrich; Vídeň, 1878[19]
- Geschichte der k.k. Kriegsmarine, díl II. (Die österreichisch-venetianische Kriegsmarine während der Jahre 1797–1802; Vídeň, 1891[20]